# Daniel Servitje Montull
Daniel Jaime Servitje Montull, född 1 april 1959, är en mexikansk företagsledare som är styrelseordförande och VD för världens största bageriföretag Grupo Bimbo. Han är också ledamot i dryckestillverkaren Coca-Cola FEMSA. Servitje Montull började arbeta för Grupo Bimbo 1982.
Den amerikanska ekonomitidskriften Forbes rankade honom till att vara världens 310:e rikaste med en förmögenhet på US$3,5 miljarder för år 2011.
Han avlade en kandidatexamen i företagsekonomi vid Universidad Iberoamericana och en master of business administration vid Stanford Graduate School of Business.